# Vlag van Tanganyika

Vlag van Tanganyika, 1923-1961

Vlag van Tanganyika, 1961-1962. Hierna de vlag van de Republiek Tanganyika, 1962-1964

De vlag van Tanganyika tussen 1923 en 1961 was een Britse rood vaandel met een giraffekop in een witte schijf. Het werd gebruikt als vlag van Tanganyika toen het onder Brits bestuur stond als mandaat van de Volkenbond en later als trustschap van de Verenigde Naties. Hoewel de rood vaandel de belangrijkste vlag werd om het grondgebied individueel te vertegenwoordigen, was er ook een variant van de vlag, waaronder een blauw vaandel waarbij de giraffekop niet werd omringd door een witte schijf. In 1961 werd Tanganyika een soevereine staat en werd er een nieuwe vlag aangenomen.
De vlag tussen 1961 en 1964 bestaat uit drie horizontale strepen van afwisselend heldergroen, zwart en heldergroen, allemaal even breed en even lang. Het werd gebruikt als vlag van Tanganyika (1961-1962), hierna de vlag van de Republiek Tanganyika. De combinatie van deze vlag wordt al lange tijd gebruikt door de belangrijkste politieke partij van het land, Tanganyika African National Union, wiens leider Julius Nyerere de nieuwe premier werd. Aan de partijvlag zijn twee kleinere strepen van goud (d.w.z. geel) toegevoegd, waarschijnlijk om de vlag in overeenstemming te brengen met de heraldische regels, waarbij een kleur geen kleur mag raken. Elk van deze strepen is 1/16 van de breedte van de vlag. Groen staat voor land, zwart voor mensen en goud voor de minerale rijkdommen van het land.
In april 1964 verenigde de Republiek Tanganyika met de Volksrepubliek Zanzibar en Pemba tot Tanzania.
Biafra · Goosen · Graaff-Reinet · Britse Kaapkolonie · Katanga · Klein Vrystaat · Republiek Kliprivier · Republiek Lydenburg · Natal · Republiek Natalia · Nieuwe Republiek · Oranje Vrijstaat · Oranjerivierkolonie · Oost-Griekwaland · Ottomaanse Rijk · Rif-Republiek · Republiek Stellaland · Swellendam · Tanganyika · Transvaalkolonie · Republiek Utrecht · Verenigde Staten van Stellaland · Zaïre · Zuid-Afrikaansche Republiek · Zuid-Afrika (1928-1994) · Mijnstaat Zuid-Kasaï